# Philippe Saudé
Philippe Saudé (* 14. März 1960 in Chauny, Frankreich) ist ein ehemaliger französischer Radrennfahrer.
Als Amateur war Saudé für die Nationalmannschaft Frankreichs Teilnehmer der Internationalen Friedensfahrt 1982. Er beendete das Etappenrennen als 58. der Gesamtwertung.
Philippe Saudé war zwei Jahre (1983, 1984) Profi in der französischen Radsportmannschaft Renault-Elf. Einige Monate war er 1984 in der Mannschaft U.N.C.P., wechselte aber wieder zu Renault-Elf. Er ist Betreuer der französischen Fußballmannschaft US Créteil. 1983 und 1984 fuhr er auch die Rennen Paris–Tours und Gent–Wevelgem.

## Erfolge
| Jahr | Erfolg | Erfolg     | Rennen                           |
| ---- | ------ | ---------- | -------------------------------- |
| 1981 | 3.     | 3.         | Paris-Ezy                        |
| 1982 | 3.     | 3.         | GP de France                     |
| 1982 | 2.     | 12. Etappe | Friedensfahrt                    |
| 1983 | 9.     | 9.         | Nationalmeisterschaft Frankreich |
| 1984 | Sieger | 1. Etappe  | Giro d’Italia                    |